# Ryan O'Shaughnessy
Ryan O'Shaughnessy (né le 27 septembre 1992 à Loughshinny, Skerries) est un acteur et chanteur irlandais.

## Carrière d'acteur
Ryan O'Shaughnessy a commencé sa carrière d'acteur dans la série irlandaise Fair City à l'âge de 9 ans dans un rôle qu'il a conservé jusqu'à l'âge de 18 ans. Il a alors mis fin à sa carrière d'acteur pour embrasser une carrière musicale.

## Carrière musicale
Il atteint la finale de la 6e série de Britain's Got Talent en mai 2012, en terminant à la 5e place, et fait également une apparition à The Voice of Ireland.
En 2018, le chanteur représente l'Irlande au concours Eurovision de la chanson 2018 avec la chanson Together. Sa performance, qui mettait en scène deux danseurs masculins dans une romance gay, a été censurée par la télévision chinoise. En raison de cette censure, l'Union européenne de radio-télévision a mis fin à son partenariat avec la télévision chinoise.

## Discographie

### Album studio et EP
- 2012 : Ryan O'Shaughnessy (EP)
- 2016 : Back to Square One

### Singles
- 2012 : No Name
- 2013 : Who Do You Love?
- 2015 : Fingertips
- 2015 : Evergreen
- 2016 : She Won't Wait
- 2017 : Got This Feeling
- 2017 : Together